# Cognac (Charente)
Cognac é uma comuna francesa na região administrativa da Nova Aquitânia, no departamento de Carântono. Estende-se por uma área de 15,5 km². Em 2010 a comuna tinha 19 062 habitantes (densidade: 1 229,8 hab./km²).
Cognac situa-se na margem do rio Carântono, entre Angolema e Saintes. 

## Brandy
A localidade dá nome a um dos mais conhecidos tipos de conhaque ou eau de vie. Para se chamar "cognac", a bebida só pode ser produzida nas proximidades de Cognac, de acordo com regras de produção rígidas.

## Personalidades
Entre as personalidades ligadas a Cognac encontram-se
- Francisco I da França (rei entre 1515 e 1547), que nasceu no castelo de Cognac em 1494.
- Octavien de Saint-Gelais, poeta nascido em Cognac em 1468.
- Paul-Emile Lecoq de Boisbaudran, nascido em Cognac em 1838, que descobriu o gálio em 1875 e o samário em 1878.
- Jean Monnet nasceu em Cognac em 1888.
- O industrial Louis Delâge nasceu em Cognac em 1874.
- O ator François Sagat nasceu em Cognac.